# M94.5
M94.5 ist ein Hörfunksender zur Aus- und Fortbildung der Mediaschool Bayern in München. Seit 2018 ist er gemeinsam mit dem Fernsehsender afk TV unter dem Label Mediaschool Bayern angesiedelt.
Das Aus- und Fortbildungsradio M94.5 sendet in München über DAB+ ein größtenteils live produziertes 24-Stunden-Radioprogramm, das überwiegend in Zusammenarbeit mit Studenten der Ludwig-Maximilians-Universität München und anderen Münchner Hochschulen entsteht.

## Geschichte

### Gründung
Die Idee, eigene Aus- und Fortbildungskanäle zu gründen, wurde 1996 erstmals in Deutschland realisiert. Auf Initiative der Bayerischen Landeszentrale für neue Medien (BLM), die mit Gründung der gemeinnützigen afk – Aus- und Fortbildungs GmbH für elektronische Medien (afk GmbH) im April 1995 die Voraussetzung für die Inbetriebnahme der drei Programme afk M94.5 (Radio München), afk max (Radio Nürnberg) und afk tv (Fernsehen München) geschaffen hat, beschreibt sich das afk-Projekt als „innovative Ausbildungsplattform für kompetenten Mediennachwuchs“. Für diese Arbeit stellt die afk GmbH die notwendige Technik und Fördermittel bereit, organisiert und unterstützt die personelle, finanzielle und administrative Infrastruktur, betreut und begleitet die Arbeit auf konzeptioneller und programmlicher Ebene und plant und koordiniert Marketing- und PR-Aktivitäten. Die afk GmbH ist Mitglied im MedienCampus Bayern, dem Dachverband für die Medienaus- und -weiterbildung in Bayern.

### AFK als Teil der Mediaschool Bayern
22 Jahre nach Gründung der Aus- und Fortbildungskanäle (AFK) wurden Konzept und Inhalte auf die digitalen Medien ausgerichtet.
- Die AFK Aus- und Fortbildungs GmbH für elektronische Medien wurde im Sommer 2018 umfirmiert zur: Mediaschool Bayern gGmbH
- Der Anbieterverein AFK München wurde im Sommer 2018 umfirmiert zur: Mediaschool Bayern Anbieterverein München e. V.

Der Radiosender „afk M94.5“ trägt jetzt den Namen „M94.5“ und ist ein Angebot der Mediaschool Bayern.

## Lehrredaktion
Die Lehrredaktion gleicht dem Betrieb einer lokalen Radiostation mit verschiedenen Ressorts, Redaktionsmitgliedern, einem Chef vom Dienst (CvD), einem Redakteur vom Dienst (RvD), Moderatoren und Nachrichtensprechern. Mitmachen kann bei M94.5 jeder, der in einer Ausbildung steht – egal ob Schüler, Auszubildender oder Student. Die meisten Redaktionsmitglieder sind Studenten der Münchner Hochschulen und Universitäten. Sie arbeiten zunächst zwei Semester in einem der Tagesteams und in einem Ressort, dann als freie Mitarbeiter und schließlich als Moderatoren, Sendungsverantwortliche oder in anderen Bereichen.

## Verein
Das Programm wird von dem gemeinnützigen M94.5 – Hörfunkverein München e. V. verantwortet. In dem Verein sind Ausbildungseinrichtungen und Medienunternehmen aus dem südbayerischen Raum vertreten. Ebenso verfügen medienpädagogische Initiativen und Jugendverbände über regelmäßige Sendeplätze.

## Empfang
M94.5 ist empfangbar über:
- DAB+: Kanal 11C (München und Teile Südbayerns)
- Live-Stream auf der Homepage des Senders in zwei Formaten und drei Qualitäten

Auf Anordnung der BLM wurde M94.5 ab dem 1. September 2017 die Münchener UKW-Frequenz 94,50 MHz entzogen und Rock Antenne zugeteilt.

## Ehemalige Mitarbeiter
Moderatoren, Redakteure und Journalisten, die bei M94.5 gearbeitet haben:
- Jochen Breyer (jetzt Moderator des Aktuellen Sportstudio im ZDF)
- Mike Hager (jetzt als Komiker „Studiotechniker Nullinger“ bei Antenne Bayern)
- Florian Weber (jetzt NDR Fernsehen)
- Claus von Wagner (jetzt Kabarettist bei Bayern 3 und heute-show, ZDF)
- Philipp Walulis (Grimme-Preisträger 2012 in der Kategorie Unterhaltung für die Sendung Walulis sieht fern)
- Jan Westphal (jetzt Bereichsleitung Unterhaltung, Show & Daytime Executive bei RTL Television)
- Willi Weitzel (jetzt Bayerischer Rundfunk)
- Nina Zimmermann (Preisträgerin Deutscher Radiopreis 2014, jetzt Norddeutscher Rundfunk und Rundfunk Berlin-Brandenburg)
- Jacqueline Belle (jetzt als Moderatorin bei Bayern 3 und Synchronsprecherin)
- Florian Schmidt-Sommerfeld (jetzt Sportkommentator bei Sky Sport)
- Lisa Heckl (Moderatorin und Reporterin, jetzt Telekom Basketball, vorher u. a. Sky)
- Lea Kalbhenn (Schauspielerin, Synchronsprecherin und Moderatorin, jetzt u. a. 95.5 Charivari)
- Fatoni (Rapper und Schauspieler, seit 2015 moderiert er außerdem jeden zweiten Freitag im Monat die Sendung Die Fatoni Show auf Radio Puls)